# Quesos de Francia

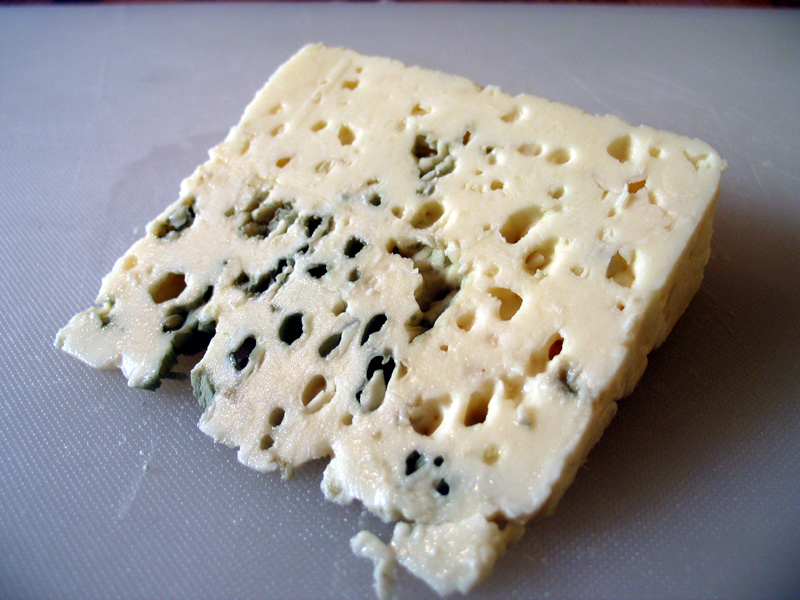
El Roquefort es uno de los quesos más conocidos

Francia es conocida como el país de los mil quesos, siendo uno de los más destacados productores mundiales de este producto lácteo. No en vano este producto constituye uno de los alimentos más afamados de la Gastronomía de Francia, jactándose los franceses de disponer para elegir un queso distinto para cada uno de los 365 días del año.
Desde 2003 se ha instaurado el 29 de marzo como el Día Nacional del queso a expensas de la Association Fromages de Terroirs.

## Denominaciones de origen
Queda claro que se puede encontrar en territorio francés una infinidad de quesos de todos los tipos (vaca, oveja, cabra, curados, semicurados, frescos, azules...). De entre todos ellos sobresalen los protegidos por el sistema de denominación de origen (AOC en francés), a saber:

### A
- Abbaye de Bellocq
- Abondance
- A Filetta
- Aisy cendré
- Azul

### B
- Banon
- Beaufort
- Brie

### C
- Cabécou
- Camembert
- Camembert de Normandie
- Cancoillotte
- Cantal
- Chabichou du Poitou
- Chaource
- Chevrotin
- Comté
- Cone de Port Aubry
- Crottin de Chavignol

### E
- Emmental de Savoie
- Emmental français est-central
- Époisses de Bourgogne

### F
- Fourme d'Ambert
- Fromage frais

### G
- Gaperon

### L
- Laguiole
- Langres
- Livarot

### M
- Maroilles
- Mimolette
- Morbier
- Munster

### N
- Neufchâtel

### O
- Ossau-Iraty

### P
- Pélardon
- Picodon de la Drôme
- Pont l'Eveque
- Pouligny Saint Pierre

### R
- Raclette
- Reblochon
- Rocamadour
- Roquefort

### S
- Saint Agur
- Saint-André
- Saint-Marcellin
- Saint-Nectaire
- Sainte-Maure de Touraine
- Salers
- Selles-sur-Cher

### T
- Tamié
- Tomme
- Tome des Bauges
- Tomme de Savoie
- Tomme des Pyrénées

### V
- Vacherin Mont-d'Or
- Valençay

## Citas
« Comment voulez-vous gouverner un pays où il existe 246 variétés de fromage ? »

« ¿Cómo quieren gobernar un país donde existen 246 variedades de quesos? » General de Gaulle

« A country producing almost 360 different types of cheese cannot die» 

« Un país que produce casi 360 tipos distintos de queso no puede morir» Winston Churchill en junio de 1940

« Un repas sans fromage est une belle à qui il manque un œil» 

« Una comida sin queso es como una mujer hermosa a la que le falta un ojo» Brillat-Savarin (en La Physiologie du goût)